# Deimos (måne)
Deimos er en måne i kredsløb om planeten Mars. Deimos er Mars' yderste af to måner. Den anden er Phobos. Den var længe den næstmindste måne man kendte til i vores solsystem, men i dag er der fundet masser af små måner omkring gasplaneter. Ligesom Phobos har Deimos en del kratere. De fleste er dog mindre end 2,5 km i diameter, men den mangler de samme striber, som der er på Phobos. Normalt vil der efter et nedslag blive slynget materiale ud fra overfladen, og det vil så lave et krater. På Deimos foregår det dog ikke sådan. Tyngdekraften på månen er for lille til at trække ting og dele af planeten tilbage til overfladen, og derfor kommer der ikke et rigtigt krater. Deimos er en mørk måne, der består af samme materiale som en asteroide.

## Etymologi
Navnet Deimos kommer fra den græske mytologi, nemlig af den græske gud Deimos, der var tvillingebror til Phobos, søn af Ares (Mars) og Afrodite (Venus) og personificerede frygt og terror.